# Аплет
Апле́т (англ. Applet) — коротка комп'ютерна програма, що функціонально розширює можливості основної програми, або інтернет-застосування. Наприклад, додає в вебсторінку функцію анімації. Для створення аплетів в мережі Інтернет використовується мова програмування Java.

## Історія
Слово аплет вперше було використано в 1990 році в PC Magazine. Однак, концепція аплету або, ширше, невеликої інтерпретованої програми, завантаженої та виконаної користувачем, датується принаймні RFC 5 (1969) Джеффа Руліфсона, який описав мову декодування-кодування (DEL), яка була розроблена, щоб дозволити дистанційне використання системи on-Line (NLS) через ARPANET шляхом завантаження невеликих програм для покращення взаємодії. У RFC 2555 це було визначено як попередник завантажуваних програм Java.

## Аплет як розширення іншого програмного забезпечення
У деяких випадках аплет не запускається самостійно. Ці аплети повинні запускатися або в контейнері, наданому програмою хоста, через плагін або в ряді інших програм, включаючи мобільні пристрої, які підтримують модель програмування аплетів.

### Вебаплети
Аплети використовувалися для надання інтерактивних функцій для вебдодатків, які раніше не могли бути забезпечені лише HTML. Вони могли фіксувати введення мишею, а також мали елементи керування, такі як кнопки чи прапорці. У відповідь на дію користувача аплет може змінити наданий графічний вміст. Завдяки цьому аплети добре підходять для демонстрації, візуалізації та навчання. Існували онлайн-збірки аплетів для вивчення різних предметів, від фізики до фізіології серця. Аплети також використовувалися для створення колекцій онлайн-ігор, які дозволяли гравцям змагатися з живими суперниками в режимі реального часу.
Аплет також може бути лише текстовою областю, забезпечуючи, наприклад, міжплатформовий інтерфейс командного рядка для деякої віддаленої системи. За потреби аплет може залишити виділену область і працювати як окреме вікно. Однак аплети мають дуже обмежений контроль над вмістом вебсторінки за межами спеціальної області аплетів, тому вони менш корисні для покращення зовнішнього вигляду сайту загалом (у той час, як аплети, такі як тікери новин або редактори WYSIWYG, також відомі). Аплети також можуть відтворювати медіа у форматах, які не підтримуються браузером.
Сторінки HTML можуть вбудовувати параметри, які були передані в аплет. Тому той самий аплет може виглядати по-різному залежно від переданих параметрів.

## Java-аплети
Java-аплетзабезпечує можливість використовувати в World Wide Web «виконуваний вміст» шляхом виконання в гіпертекстовому документі мініпрограм, відомих як аплети. Незвичайним є формат готового до виконання коду, у який транслюються аплети Java, — це апаратно-незалежний побайтовий формат. Завдяки використанню такого нейтрального формату відкомпільовані Java-програми можна переміщати по Internet, оскільки вони не залежать від операційної системи, у якій виконуються.

## Безпека
Останні розробки в кодуванні програм, включаючи мобільні та вбудовані системи, привели до усвідомлення безпеки аплетів.

### Аплети відкритої платформи
Аплети в середовищі відкритої платформи повинні забезпечувати безпечну взаємодію між різними програмами. Для забезпечення безпеки аплетів відкритої платформи можна використовувати композиційний підхід. Для безпечних взаємодій аплетів були розроблені передові методи перевірки композиції.

### Java-аплети
Аплет Java містить різні моделі безпеки: захист непідписаного аплету Java, захист підписаного аплету Java та захист самопідписаного аплету Java.

### Вебаплети
У веббраузері з підтримкою аплетів можна використовувати багато методів для забезпечення безпеки аплетів для шкідливих аплетів. Шкідливий аплет може заражати комп’ютерну систему багатьма способами, включаючи відмову в обслуговуванні, порушення конфіденційності та роздратування. Типове рішення для шкідливих аплетів — зробити веббраузер так, щоб він відстежував діяльність аплетів. Це призведе до створення веббраузера, який дозволить ручну або автоматичну зупинку шкідливих аплетів.